# Чемпионат мира по бобслею и скелетону 2019
66-й чемпионат мира по бобслею и скелетону прошёл с 1 по 10 марта 2019 года в Санном центре Уистлера недалеко от Ванкувера (Канада).

## Расписание
| Дата    | Время (местное) | Дисциплина                     |
| ------- | --------------- | ------------------------------ |
| 1 Марта | 17:00           | Двойки (мужчины) 1 и 2 раунд   |
| 2 Марта | 11:30           | Двойки (женщины) 1 и 2 раунд   |
| 2 Марта | 17:00           | Двойки (мужчины) 3 и 4 раунд   |
| 3 Марта | 11:30           | Двойки (женщины) 3 и 4 раунд   |
| 8 Марта | 17:00           | Четвёрки (мужчины) 1 и 2 раунд |
| 9 Марта | 17:00           | Четвёрки (мужчины) 3 и 4 раунд |

| Дата    | Время | Дисциплина        |
| ------- | ----- | ----------------- |
| 3 Марта | 16.00 | Смешанные команды |

| Дата    | Время | Дисциплина          |
| ------- | ----- | ------------------- |
| 7 Марта | 09:00 | Мужчины 1 и 2 раунд |
| 7 Марта | 12:30 | Женщины 1 и 2 раунд |
| 8 Марта | 09:00 | Мужчины 3 и 4 раунд |
| 8 Марта | 12:30 | Женщины 3 и 4 раунд |

## Медальная таблица
| Место | Страна           | Золото | Серебро | Бронза | Всего |
| ----- | ---------------- | ------ | ------- | ------ | ----- |
| 1     | Германия         | 5      | 2       | 2      | 9     |
| 2     | Латвия           | 1      | 1       | 0      | 2     |
| 3     | Канада           | 0      | 2       | 2      | 4     |
| 4     | Россия           | 0      | 1       | 0      | 1     |
| 5     | США              | 0      | 0       | 1      | 1     |
| 5     | Республика Корея | 0      | 0       | 1      | 1     |
| Всего | Всего            | 6      | 6       | 6      | 18    |

## Медалисты

### Бобслей
| Дисциплины                  | Золото                                                                        | Золото  | Серебро                                                                    | Серебро         | Бронза                                                                         | Бронза          |
| --------------------------- | ----------------------------------------------------------------------------- | ------- | -------------------------------------------------------------------------- | --------------- | ------------------------------------------------------------------------------ | --------------- |
| Двойки (мужчины) Протокол   | Германия · Франческо Фридрих · Торстен Маргис                                 | 3:24.54 | Канада · Джастин Криппс · Кемерон Стоунс                                   | 3:25.13 (+0.19) | Германия · Нико Вальтер · Пауль Кренц                                          | 3:25.43 (+0.49) |
| Четвёрки (мужчины) Протокол | Германия · Франческо Фридрих · Торстен Маргис · Канди Бауэр · Мартин Гроткопп | 3:21.33 | Латвия · Оскар Кимберманис · Матисс Микнис · Янис Стренга · Арвис Вилкасте | 3:21.62 (+0.29) | Канада · Джастин Криппс · Бенджамин Коаквелл · Райан Соммер · Кэмерон Стоунс · | 3:21.78 (+0.45) |
| Двойки (женщины) Протокол   | Германия · Мариама Яманка · Анника Драцек                                     | 3:30.08 | Германия · Штефани Шнайдер · Анн-Кристин Страк                             | 3:31.14 (+1.06) | Канада · Кристи Де Брёйн · Кристен Буйновски                                   | 3:31.25 (+1.17) |

### Скелетон
| Дисциплины       | Золото               | Золото  | Серебро               | Серебро | Бронза              | Бронза  |
| ---------------- | -------------------- | ------- | --------------------- | ------- | ------------------- | ------- |
| Мужчины Протокол | Мартинс Дукурс (LAT) | 3:28.11 | Никита Трегубов (RUS) | 3:28.62 | Юн Сун Бин (KOR)    | 3:28.99 |
| Женщины Протокол | Тина Херман (GER)    | 3:33.03 | Жаклин Лёллинг (GER)  | 3:33.41 | София Грибель (GER) | 3:34.20 |

### Смешанные команды
| Дисциплина                 | Золото | Золото  | Серебро | Серебро | Бронза | Бронза  |
| -------------------------- | --- | ------- | --- | ------- | --- | ------- |
| Смешанные команды Протокол | Германия · Кристофер Гротхер · Анна Кёлер · Лиза-Софи Герике · София Грибель · Йоханнес Лохнер · Марк Радемахер | 3:31.85 | Канада · Дэйв Гречишин · Кристи Де Брёйн · Кристен Буйновски · Мирела Рахнева · Ник Полониато · Джойс Кефер | 3:32.00 | США · Грег Уэст · Бриттани Рейнболд · Джессика Дэвис · Саванна Грейбилл · Джеффри Гадбоис · Кристофер Хорн | 3:32.49 |